# Janne Hejgaard
Janne Hejgaard (født 1947 i Aarhus) er dansk forfatter. Hun er mor til Sissel-Jo Gazan (født 1973).
Janne Hejgaard blev student fra Aarhus Katedralskole i 1966 og derefter uddannet lærer fra Marselisborg Seminarium i 1971. Efter endt uddannelse underviste hun på Statsøvelsesskolen i Gedved (1971-73), på N. Kochs Skole i Aarhus (1973-79) og på Danmarks Lærerhøjskole, afdelingen i Aarhus (1977-1979).
Hun har 2007-2017 været brevkasseredaktør på skolemaelk.dk.
Hun har været forkvinde for børne- og ungdomsgruppen i Dansk Forfatterforening (2000-2007) og medlem af dennes bestyrelse fra 2000 til 2009. Desuden medlem af fagudvalget for børnelitteratur under Litteraturrådet 2001-2003 og forfatterrepræsentant i Brian Mikkelsens Bogudvalg 2007-2008 samt BU-repræsentant i Statens Kunstråds Repræsentantskab 2007-2013. I 2018 blev hun valgt ind som medlem af bestyrelsen for Selskabet for Børnelitteratur, IBBY Danmark. I efteråret 2018 genåbnede hun sit eget forlag, Landtryk.

### Skønlitteratur
- De vise træers verden 1: Zafin. E-bog. Landtryk 2024
- De vise træers verden 2: Zágala. E-bog. Landtryk 2024
- De vise træers verden 3: Ily og Zafin. E-bog. Landtryk 2024
- De vise træers verden 4: Zágala og Bai. E-bog. Landtryk 2024
- Jack and the mysterious Book. E-book. Landtryk 2022
- Emil and the Monster. E-book. Landtryk 2022.
- Vanja and the three Wishes. E-book. Landtryk 2022
- Jack og den mystiske bog. E-bog. Landtryk 2019
- Emil og uhyret. E-bog. Landtryk 2019
- Vanja og de tre ønsker. E-bog. Landtryk 2019

- Jack og den mystiske bog. P-bog. Landtryk 2019
- Emil og uhyret. P-bog. Landtryk 2019
- Vanja og de tre ønsker. P-bog. Landtryk 2019
- Lilja og den stjålne magi. Sammen med Viola Gazan. Turbine Forlaget 2018
- Ana elsker Turbine Forlaget 2017
- Lola & spejlene. P-bog Klim 2013. E-bog 2015
- Lola & Kalejdoskopet. P-bog Klim 2012. E-bog 2015.
- Lola & Retfærdighedens Bog. P-bog Klim 2011. Lydbog 2012. E-bog 2015
- Det kilder! Frydenlund 2010
- Byindianer. P-bog. Modtryk 2005. E-bog 2022. Lydbog 2022
- Skinsyg Modtryk 2000
- Skrækslagen Modtryk 2000
- Mismodig Modtryk 1999
- Stiktosset Modtryk 1999
- Slangen i sækken. P-bog Høst & Søn 1999 (under pseudonymet Johanne Dal). E-bog 2022
- En god dag at vinde. Novelle i Det starter vel et sted, Tobaksskaderådet 1999
- Love & Lucky Nielsens 1995
- Barn af det havblå rige. P-bog Høst & Søn 1986. E-bog 2021

### Faglitteratur
- Ballademageren Søren. E-bog. Landtryk 2015
- Goddag, Giraf. E-bog. Landtryk 2015.
- Genvej til gladere børn – 22 tips til forældre. P-bog Pretty Ink 2011. E-bog 2012
- Vælgebogen – en guide Modtryk 2007
- Mit barn skal i skole – forældrehåndbogen Mejeriforeningen 2007
- Ballademageren Søren Landtryk 2005
- Glimt af danskhedens historie med Maria Helleberg, Modtryk 2005
- Mig & sex & dig – Kroppen Modtryk 2003
- Mig & sex & dig – Kærligheden Modtryk 2003
- Goddag, Giraf Landtryk 2000